# Брам Моленар
Брам Моленар (нід. Bram Moolenaar; 1961, Ліссе, Нідерланди — 3 серпня 2023) — активний член спільноти Open Source. Відомий як автор багатофункціонального текстового редактора Vim, який став стандартним у всіх Unix-подібних системах. Також Брам є засновником Фонду ICCF Holland, благодійної організації, яка проводить проєкт допомоги дітям з Уганди, і автором мови програмування Zimbu.
Останні свої роки Брам працював в компанії Google.